# Калинівський район
Кали́нівський райо́н — колишній район Вінницької області в Україні. Районний центр — місто Калинівка. У районі 58 населених пунктів.

## Географія
Калинівський район розташований у північній частині Вінницької області, яка у фізико-географічному відношенні належить до лісостепової зони, в межах Придніпровської височини, вздовж берегів річки Південний Буг та річки Жердь. Площа району 1086 км², що становить 4,2 % площі області. 
Територіально Калинівський район межує: на півночі — з Козятинським районом, на північному заході — з Хмільницьким, на південному заході — з Літинським, на півдні — з Вінницьким, на південному сході — з Липовецьким, на сході — з Погребищанським районами.   

## Археологічні дослідження
З давніх-давен на території нинішнього Калинівського району існували поселення. Поблизу багатьох сіл виявлено поселення черняхівської, трипільської, ранньо-слов'янської культур, збереглись рештки стародавніх земельних укріплень.

## Історія

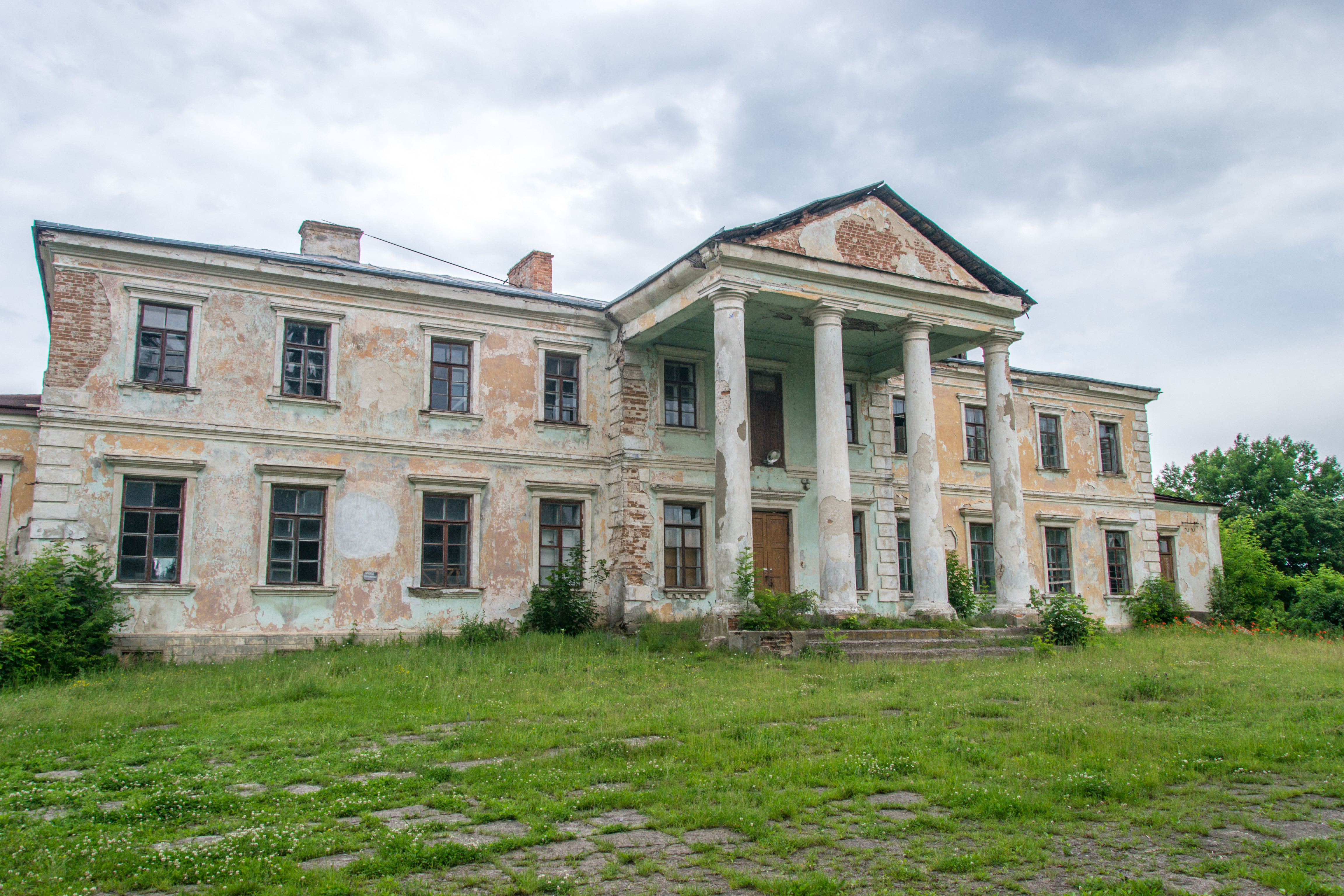
Палац XIX ст. у селі Гущинці

Часом заснування Калинівки дослідники-краєзнавці вважають 17 ст. Відомо, що у 1635—1645 рр. шляхтич Станіслав Варшицький — чоловік княжни Олени Вишневецької — заснував Варшицю тепер передмістя м. Калинівки.
Перша письмова згадка про це поселення датується 1744 р. В Калинівці тоді налічувалось 44 двори, в яких проживало 143 душі чоловічого та жіночого населення.
У 18 ст. закріпачена Калинівка була невеликим селом і належала шляхтичам, потім — графам — Мишкам-Холоневським. У 1836 р. шляхтич, адвокат графа Холоневського Ігнатій Собещанський придбав Калинівку у свою власність.
Безземелля і поміщицький гніт були причинами виступів жителів Калинівки та навколишніх сіл проти поневолювачів. Антикріпосницька боротьба проти гнобителів на Поділлі, очолювана Устимом Кармелюком, точилась і на території нинішнього Калинівського району. Сам Устим Кармалюк бував у Калинівці, місцеве населення переховувало його від переслідувачів.
У 60-х рр. 19 ст. Калинівський маєток купив німецький підприємець Людвиг Вальков.

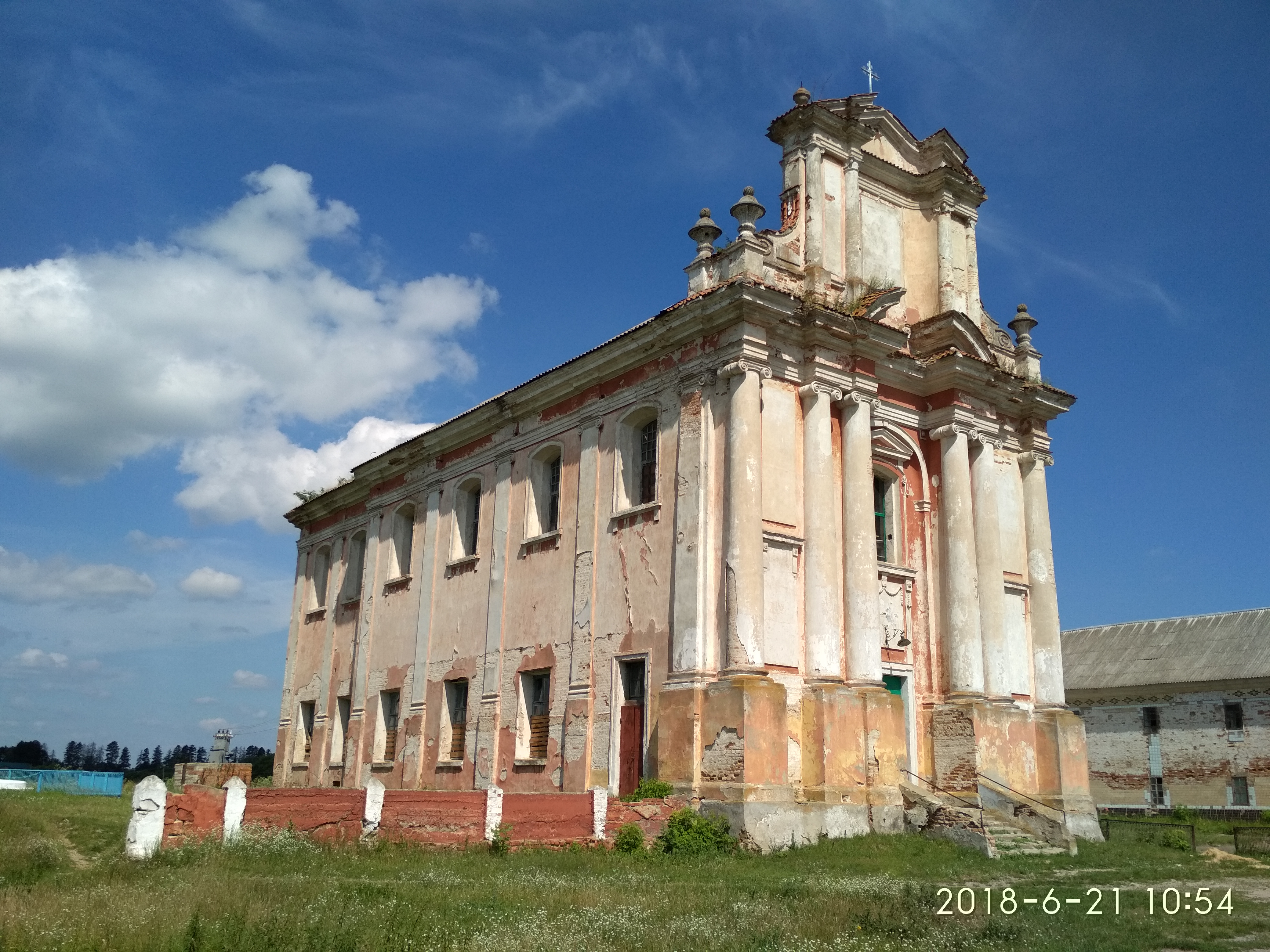
Костел непорочного зачаття Діви Марії Монастиря бернардинів, село Іванів

У 1871 р. завершилось будівництво залізниці Київ-Одеса, яка пролягла через Калинівку. За короткий час Калинівка розбудувалась і була віднесена до розряду містечок. У кінці 70-х років 19 ст. тут з'являється ряд підприємств, у тому числі цукровий і винокурний заводи.
Зростала торгівля. Чотири рази в рік тут відбувалися ярмарки. Культура в пореформеній Калинівці була дуже низькою. Майже всі її мешканці були неписьменними. Лише в 1885 р. тут при церковному приході було відкрито першу церковно-приходську школу, а у 1902 р. відкрилось міністерське 2-х класне училище, що містилось біля будинку волосної управи. 1903 р. в містечку відбувся страйк робітників. У 1906 р. в Калинівській волості виникли заворушення, а в Калинівці городяни спалили поміщицький маєток.
1923 р. був утворений Калинівський район, адміністративним центром якого стала Калинівка.
Однією з найжахливіших подій в історії Калинівського району була колективізація з її спустошливими наслідками. Лозунг «ліквідація куркульства як класу» означав, що тих, хто чинив найзапекліший опір розстрілювали, масово вивозили в табори примусової праці на північ. В цій половині 1930 р. було розкуркулено 174 господарства. 22-м згодом повернули майно. Їх визнали середняцькими. Наступні хвилі розкуркулення тривали протягом кількох років. Лише в лютому 1930 р. було розкуркулено 133 господарства. Господарів або ж виселяли за межі району, або виселяли з села в спеціальні поселення по 10-12 садиб, що знаходились на території району, або ж виселяли у північні райони СРСР. (Їх приблизна кількість в районі була 21). За роки колективізації в Калинівському районі було знищено найактивнішу, найпідприємливішу, економічно-міцну частину селянства, князів, що хотіли і вміли працювати.

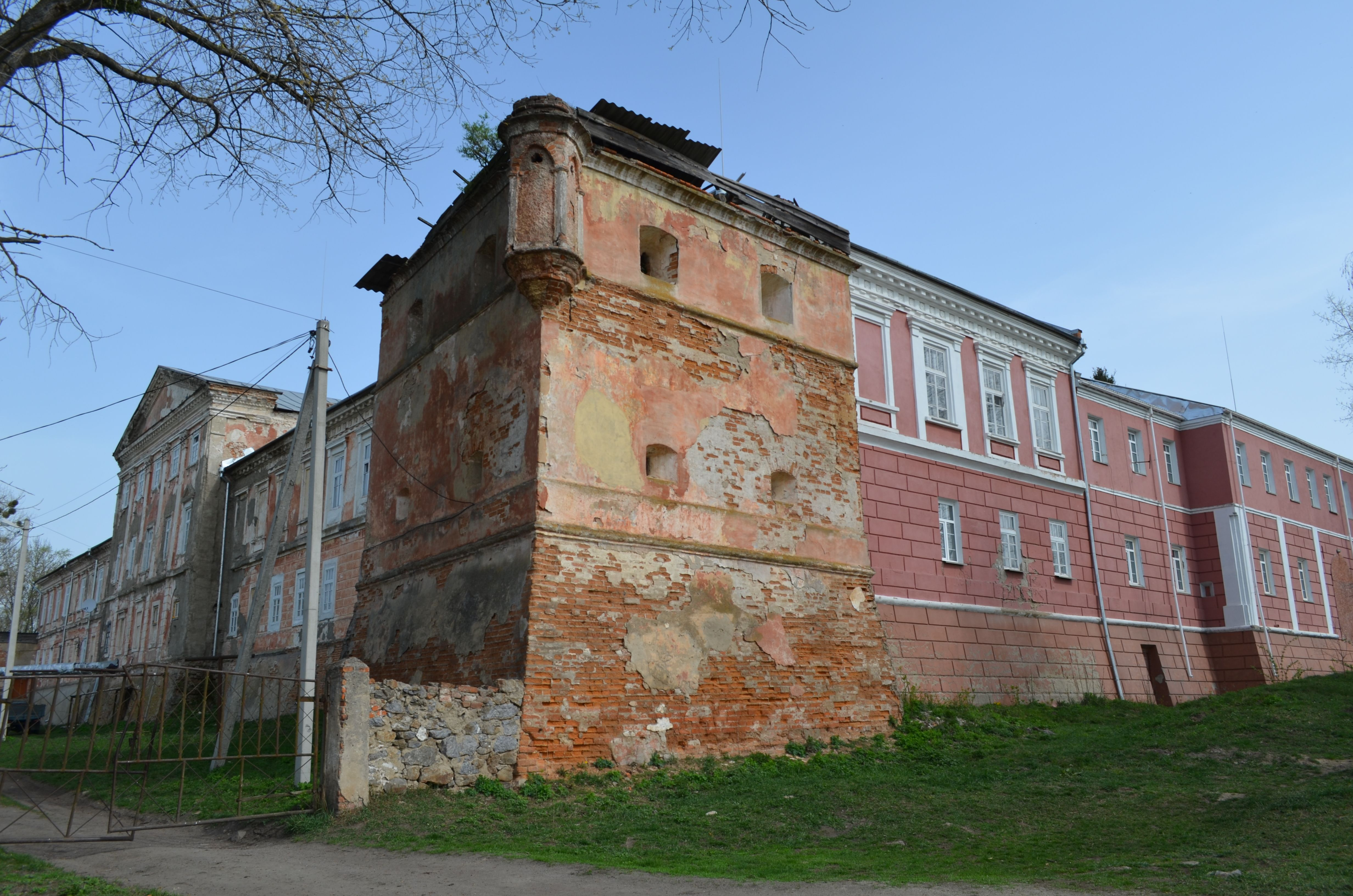
Колишній палац Холоневських, нині Іванівська школа-інтернат для дітей з вадами розумового розвитку

У результаті колективізації у Калинівці до кінця 1930 р. утворилось 2 колгоспи. Реконструйовано було спиртзавод.
Утисків та репресій в цей час зазнала і прогресивна інтелігенція, служителі культу. Назвати хоча б українського письменника, уродженця с. Котюжинець Й. П. Зорянчука, в творчості якого переважала тема голодомору. В середині лютого органи ДПУ вилучили в пошти листа Йосипа Зорянчука до Остапа Вишні. В листі приводились випадки смерті з голоду в с. Котюжинцях Калинівського району. Й. Зорянчуку пощастило: справа до суду не дійшла.
Голодомор 1932—1933 рр. страшним вихором пронісся Калинівщиною. Смертність у 1933 р. набула значних розмірів. Якщо за 1932 р. в районі померло 1325 чоловік, то в трьох селах району за 2,5 місяці в 1933 р. — 286 чоловік. Траплялись і випадки людоїдства.
У 30-ті роки в Калинівці було відкрито 2 середні школи, кінотеатр. Будинок культури, поліклініку. Розширилась бібліотека. Але дальшому розвитку перешкодила Друга світова війна. 22 липня 1941 р. Калинівку окупували німецько-фашистські війська. В центрі селища гітлерівці влаштували гетто, на околиці — табір для військовополонених. Сотні євреїв було розстріляно в травні 1942 р. Та знаходились люди, що незважаючи на ризик і загрозу смерті переховували євреїв, рятували їх від фашистів.
Однією з таких була калинівчанка Параска Вікторівна Володіна (Ворона). У 1998 р. її було нагороджено медаллю «Праведник народів світу» за врятування євреїв під час окупації.
За роки окупації було відправлено до Німеччини 430 чоловік. На шляху між Вінницею і Калинівкою споруджувалась штаб-квартира Гітлера «Вервольф», а на північ від Калинівки — штаб Герінга. Військовополонених використовували на будівництві аеродрому, а з осені 1941 р. — возили на будівництво «Вервольфу».
На боротьбу з ворогами піднімались безстрашні підпільники, народні месники. Підпільну групу в Калинівці очолив комуніст Микола Архипович, який перед війною працював тут секретарем райкому комсомолу. До березня 1944 року (визволення Калинівки) тут діяло партизанське з'єднання ім. Леніна, куди входило більш як 1300 чоловік. 9 жителів Калинівського району удостоєні звання Героя Радянського Союзу.
На фронтах Німецько-радянської війни, у партизанських загонах і підпільних групах воювало понад 19 тисяч жителів Калинівського району.
Не обминув Калинівщину і голод 1946—1947 рр. Посуха 1936 р. Знову в селах з'явились збирачі хліба. Уповноважені мінзагу мали право без суду забирати в рахунок натуральних податків і корову, і теля, і домашні речі…
За час відбудови у післявоєнний період активно розвивалась інфраструктура району. Сформувались в основному промислові підприємства району, заклади торгівлі, побуті, культури і освіти. Активно розвивався агропромисловий комплекс району.
За досягнуті успіхи трьом жителям Калинівського району присвоєно звання Героя Соціалістичної праці: І. Й. Димінському, голові колгоспу «Більшовик» (м. Калинівка), П. І. Рублю, агроному райсільгоспуправління, М. І. Мушенко бригадиру рільничої бригади (с. Дружелюбівка).
У 1979 р. Президією Верховної Ради України Калинівці надано статус міста районного підпорядкування.
Жахлива війна в Афганістані своїм чорним крилом торкнулась і багатьох сімей на Калинівщині. Десять чоловік із Калинівського району загинули на цій війні. Це Володимир Бездушний з с. Байківки, Володимир Валігура, Анатолій Шкорба і Микола Олійник з с. Пикова, Всеволод Отолярський і Оскар Кирейс з с. Корделівка, Сергій Нечипорук з с. Жигалівка, Анатолій Бабій і Василь Гуменчук з с. Павлівки, Віктор Драбенюк з с. Сальник.
У 1995 р. в м. Калинівці відбулось урочисте відкриття пам'ятного знака загиблим воїнам-інтернаціоналістам.

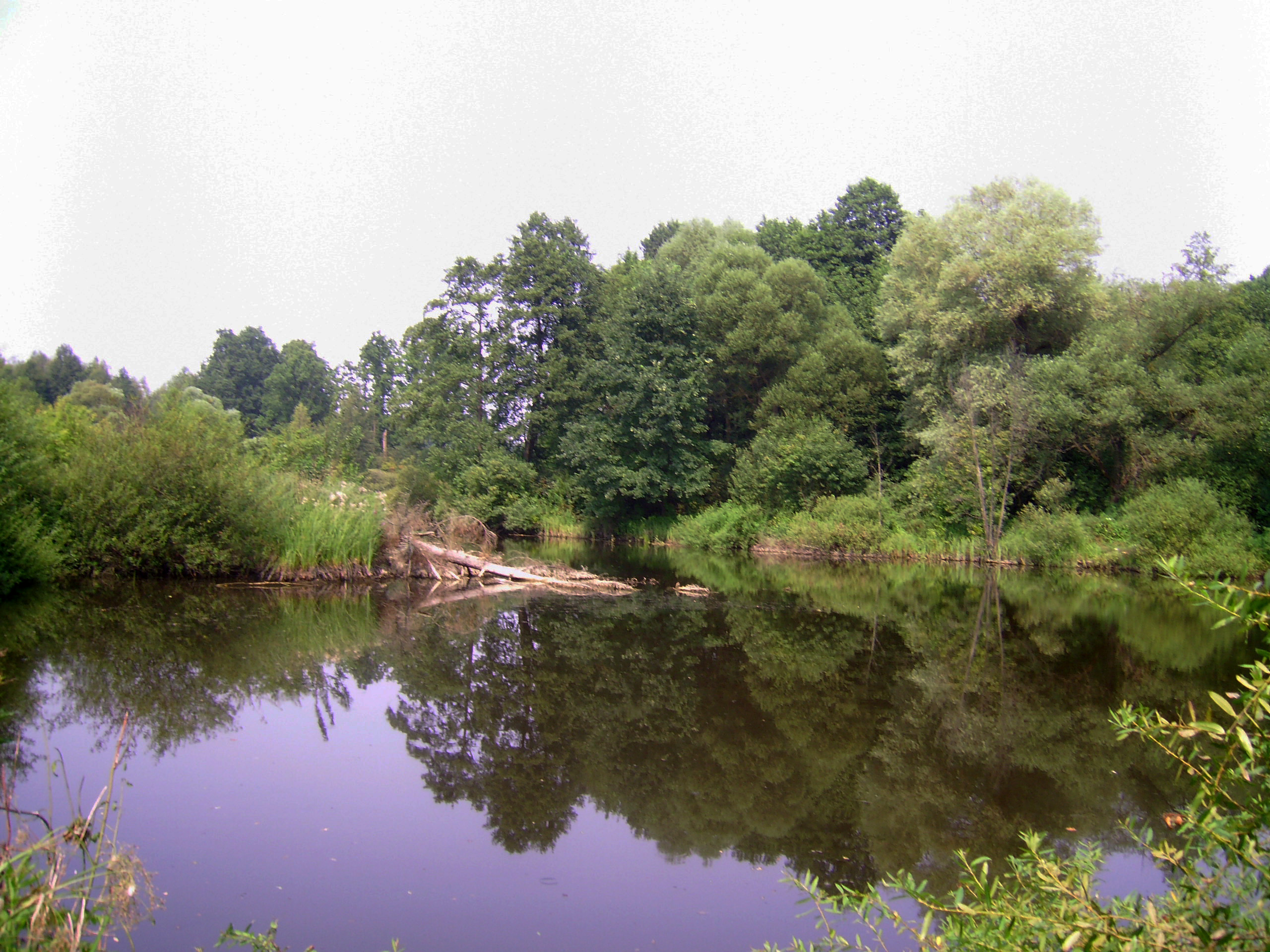
Калинівський лісовий заказник

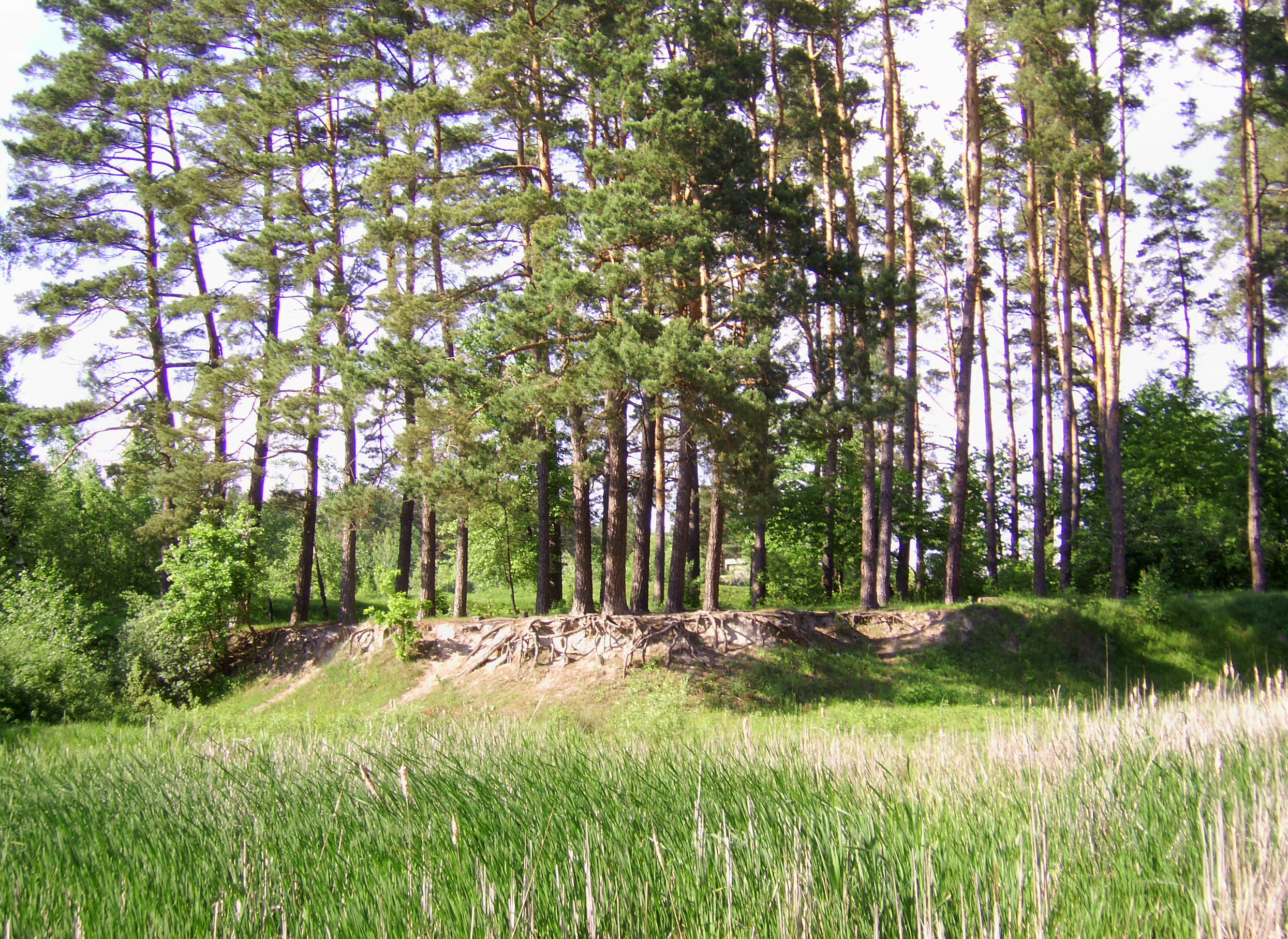
Лісовий заказник «Сосновий бір»

### Історичні поселення
Села Янів (нині Іванів), Мізяків, Пиків, Гущинці є найдавнішими поселеннями на території Брацлавщини (нині входять до складку Калинівського району).
Гущинці: Поблизу села, в лісі, споруджено пам'ятник партизанам періоду Німецько-радянської війни. Зберігся партизанський табір.
Гулівці: Слов'янське городище ІХ — Х І ст.
Іванів: Палац (XVI ст.) Костьол (1780 р.). В 1812 — 1830 рр. при палаці існувала друкарня, де друкувалися книги переважно релігійного змісту — польські, католицькі та українські.
Нова Гребля: Михайлівська церква (1701 р.) Цегляна, в стилі пізнього класицизму. В 1860 р. капітально відремонтована. На стінах зберігся живопис 19 ст.
Уладівське: Уладово—Люлинецька дослідна селекційна станція (1888). Пам'ятник українському вченому-селекціонеру Л. Л. Семполовському (1868−1960). Будинок, в якому мешкав селекціонер з 1938—1960 рр.
Мізяків: За твердженнями краєзнавців тут проживав та мав частку землі Іван Федоров (Іван Федорович Москвитін: ? — 15.12.1583), друкар.
Хомутинці: Батьківщина українського поета—класика С. Руданського (1834—1873). Літературний музей та пам'ятник поету.
Пиків: Є відомості про перебування тут гетьмана Б. Хмельницького (1595—1657) у червні 1649 р. під час національно-визвольної війни українського народу.
Пожовклі архівні сторінки донесли до нас відгомін подій 1596 р., коли жителі села приєднались до повсталих козаків під проводом Северина Наливайка.

## Адміністративний устрій
Район адміністративно-територіально поділяється на 1 міську раду та 28 сільських рад, які об'єднують 58 населених пунктів та підпорядковані Калинівській районній раді. Адміністративний центр — місто Калинівка (місто).

## Транспорт
Територією району проходить автошляхи E583 та Т 0219.
Залізничні станції: Голендри, Гулівці, Калинівка II, Нова Гребля та Холонівська.
Зупинні пункти: Сальницький та Черепашинці.

## Населення
Розподіл населення за віком та статтю (2001)
| Стать | Всього | До 15 років | 15-24 | 25-44 | 45-64 | 65-85 | Понад 85 |
| --- | ------ | ----------- | ----- | ----- | ----- | ----- | -------- |
| Чоловіки | 29 626 | 5932        | 4507  | 8634  | 7095  | 3303  | 155      |
| Жінки | 35 305 | 5689        | 4437  | 8676  | 8874  | 7026  | 603      |
| \| Статево-вікова піраміда \| Статево-вікова піраміда \| Статево-вікова піраміда \| \| ----------------------- \| ----------------------- \| ----------------------- \| \| Чоловіки \| Вік \| Жінки \| \| 155 \| 85 + \| 603 \| \| 249 \| 80-84 \| 832 \| \| 691 \| 75-79 \| 1943 \| \| 1140 \| 70-74 \| 2321 \| \| 1223 \| 65-69 \| 1930 \| \| 2064 \| 60-64 \| 2969 \| \| 1265 \| 55-59 \| 1816 \| \| 1776 \| 50-54 \| 1919 \| \| 1990 \| 45-49 \| 2170 \| \| 2239 \| 40-44 \| 2204 \| \| 2126 \| 35-39 \| 2147 \| \| 2053 \| 30-34 \| 2068 \| \| 2216 \| 25-29 \| 2257 \| \| 2022 \| 20-24 \| 2010 \| \| 2485 \| 15-20 \| 2427 \| \| 2412 \| 10-14 \| 2262 \| \| 1986 \| 5-9 \| 1956 \| \| 1534 \| 0-4 \| 1471 \| |        |             |       |       |       |       |          |
| Статево-вікова піраміда |        |             |       |       |       |       |          |
| Чоловіки | Вік    | Жінки       |       |       |       |       |          |
| 155 | 85 +   | 603         |       |       |       |       |          |
| 249 | 80-84  | 832         |       |       |       |       |          |
| 691 | 75-79  | 1943        |       |       |       |       |          |
| 1140 | 70-74  | 2321        |       |       |       |       |          |
| 1223 | 65-69  | 1930        |       |       |       |       |          |
| 2064 | 60-64  | 2969        |       |       |       |       |          |
| 1265 | 55-59  | 1816        |       |       |       |       |          |
| 1776 | 50-54  | 1919        |       |       |       |       |          |
| 1990 | 45-49  | 2170        |       |       |       |       |          |
| 2239 | 40-44  | 2204        |       |       |       |       |          |
| 2126 | 35-39  | 2147        |       |       |       |       |          |
| 2053 | 30-34  | 2068        |       |       |       |       |          |
| 2216 | 25-29  | 2257        |       |       |       |       |          |
| 2022 | 20-24  | 2010        |       |       |       |       |          |
| 2485 | 15-20  | 2427        |       |       |       |       |          |
| 2412 | 10-14  | 2262        |       |       |       |       |          |
| 1986 | 5-9    | 1956        |       |       |       |       |          |
| 1534 | 0-4    | 1471        |       |       |       |       |          |

Національний склад населення за даними перепису 2001 року:
| Національність | Кількість осіб | Відсоток |
| -------------- | -------------- | -------- |
| українці       | 63085          | 97,15 %  |
| росіяни        | 1317           | 2,03 %   |
| білоруси       | 91             | 0,14 %   |
| поляки         | 90             | 0,14 %   |
| молдовани      | 79             | 0,12 %   |
| інші           | 274            | 0,42 %   |

Розподіл населення за мовою
Мовний склад населення за даними перепису 2001 року:
| Мова       | Кількість осіб | Відсоток |
| ---------- | -------------- | -------- |
| українська | 63475          | 97,75 %  |
| російська  | 1279           | 1,97 %   |
| молдовська | 48             | 0,07 %   |
| білоруська | 34             | 0,05 %   |
| вірменська | 30             | 0,05 %   |
| інші       | 70             | 0,11 %   |

## Політика
25 травня 2014 року відбулися Президентські вибори України. У межах Калинівського району було створено 59 виборчих дільниць. Явка на виборах складала — 73,25 % (проголосували 34 410 із 46 977 виборців). Найбільшу кількість голосів отримав Петро Порошенко — 71,48 % (24 597 виборців); Юлія Тимошенко — 14,92 % (5 133 виборців), Олег Ляшко — 4,63 % (1 592 виборців), Анатолій Гриценко — 3,08 % (1 061 виборців). Решта кандидатів набрали меншу кількість голосів. Кількість недійсних або зіпсованих бюлетенів — 0,74 %.

## Освіта
У районі діє 36 загальноосвітніх шкіл, Іванівська школа-інтернат для дітей з вадами розумового розвитку та 24 дошкільних навчальних заклади. Загальна кількість учнів у денних загальноосвітніх школах — 6119 осіб. Загальна кількість педагогічних працівників — 854 осіб. 
Також в районі працюють позашкільні заклади системи освіти. У Будинок дитячої творчості займається 1830 учнів. Діє дві ДЮСШ — районна дитячо-юнацька спортивна школа «Авангард» та дитячо-юнацька спортивна школа районного відділу освіти, у яких займається 341 учень. 

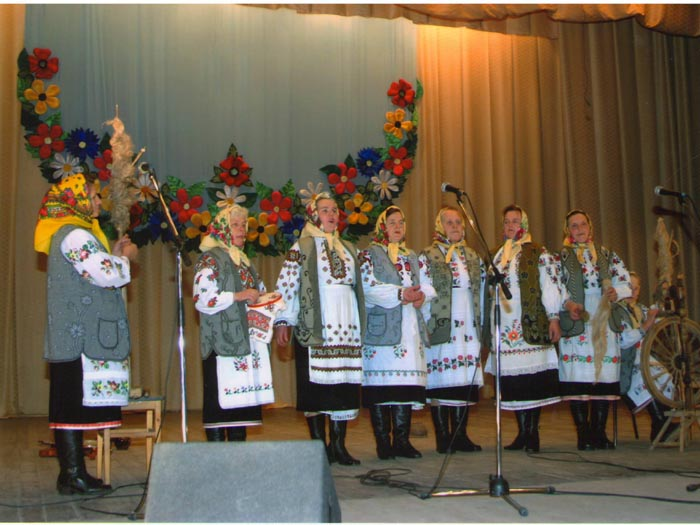
Фольклорний ансамбль «Чопова криниця» села Гущинці

У районі діє Калинівський технологічний технікум та два професійно – технічних училища. Калинівський технологічний технікум готує спеціалістів за спеціальностями: технік-технолог, модельєр-конструктор, бухгалтер, технік-механік, технік-електрик, фахівець з перукарського мистецтва та декоративної косметики. Калинівське училище №21, готує спеціалістів за спеціальностями: кухар, кухар-офіціант, електрогазозварювальник, швачка, конторський службовець та ДНЗ Гущинецьке вище професійне училище, готує за спеціальностями: механік, тракторист-машиніст сільськогосподарського виробництва, кухар, оператор комп'ютерного набору.

## Культура
У районі при закладах культури працює 246 гуртків народної творчості, серед яких 185 колективів художньої самодіяльності, учасниками яких є 2800 осіб. Також у районі функціонує 36 бібліотек, Бібліотечний фонд яких налічує 402 565 тис. примірників друкованих видань. Діють 23 будинки культури та 17 сільських клубів.

## Охорони здоров'я
У районі діє Калинівська центральна районна лікарня на 225 ліжок та поліклінічне відділення на 550 відвідувань за зміну. 
Також працює Калинівський районний медичний центр первинної медико-санітарної допомоги, у структуру якого входять 13 сільських амбулаторій загальної практики – сімейної медицини, та 9 фельдшерсько-акушерських та 26 фельдшерських пунктів.

### Епідемія коронавірусу
Під час епідемії коронавірусу Калинівський район став епіцентром захворювання у Вінницькій області.
12 квітня із 30 нових випадків в Калинівському районі — 26 медики.

## Пам'ятки

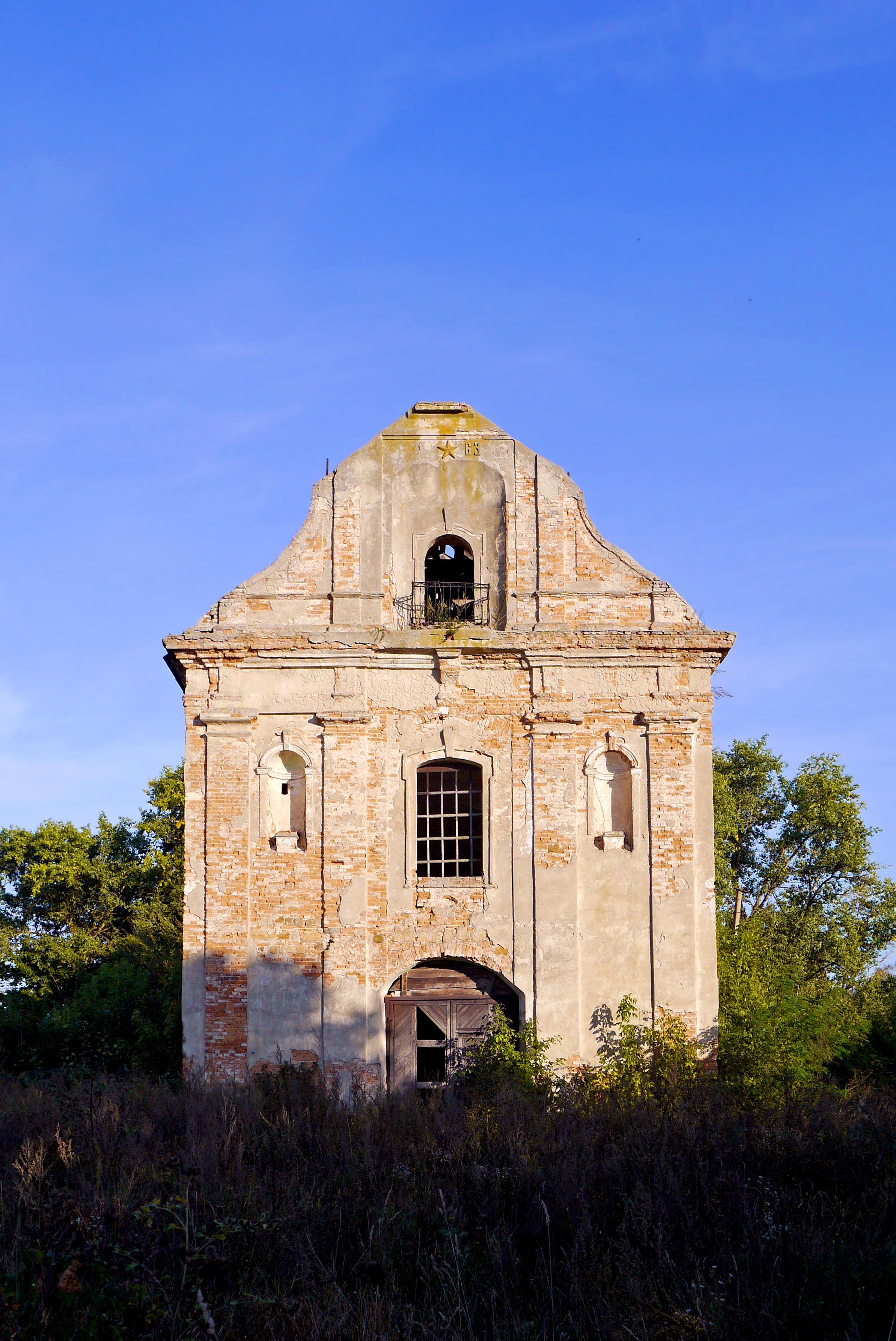
Костел Пресвятої Трійці у селі Пиків

- Пам'ятки архітектури Калинівського району
- Пам'ятки монументального мистецтва Калинівського району
- Пам'ятки історії Калинівського району
- Пам'ятки археології Калинівського району

## Персоналії
- Ян Непомуцен Потоцький (1761—1815) — польський письменник, драматург, історик, етнограф, археолог, географ, соціолог, публіцист, редактор, видавець, бібліограф, мандрівник Європою та Азією.
- Стефан Вітвіцький (1801—1847) — польський поет, публіцист.
- Степан Руданський (1833—1873) — український поет, перекладач античної літератури, автор класичних сатир на міжнаціональну та антиімперську тематику, професійний лікар.
- Степан Антонюк (1919—1982) — радянський офіцер-артилерист, учасник німецько-радянської війни, Герой Радянського Союзу (1945).
- Олександр Домбровський (1962) — міський голова Вінниці (2002—2005), голова Вінницької обласної державної адміністрації (2005—2010), народний депутат України 7-го скликання.
- Віталій Буяльський (1993) — український футболіст, півзахисник київського «Динамо» та молодіжної збірної України.

## Див.також
- Пожежа на складі боєприпасів у Калинівці